# (4799) Hirasawa
(4799) Hirasawa – planetoida z pasa głównego asteroid okrążająca Słońce w ciągu 3,88 lat w średniej odległości 2,47 j.a. Odkryli ją Yoshikane Mizuno i Toshimasa Furuta 8 października 1989 roku w Kani. Nazwa planetoidy upamiętnia Yasuo Hirasawę (ur. 1927), który był źródłem inspiracji dla odkrywców, gorliwym obserwatorem gwiazd zmiennych i popularyzatorem astronomii w planetarium w Muzeum Nauki w Nagoi.